# Абельцев Сергій Миколайович
Сергій Миколайович Абельцев (рос. Серге́й Никола́евич А́бельцев * 6 травня 1961, Люберці, Московська область, Російська РФСР) — російський політичний діяч. Депутат Державної думи Росії 1, 2, 4 і 5 скликань, колишній член Вищої ради Ліберально-демократичної партії Росії (ЛДПР), «міністр безпеки» тіньового кабінету ЛДПР. Доктор юридичних наук (2001).
Здобув скандальну популярність рядом екстравагантних, в тому числі нецензурних, висловлювань, а також процесом проти російського сатирика Віктора Шендеровича, який назвав Абельцева «твариною» і «йєху», після чого був виправданий судом.